# Glastonbury Festival
Het Glastonbury Festival (voluit: Glastonbury Festival of Contemporary Performing Arts) in Engeland is een groot openluchtmuziekfestival. Het festival staat vooral bekend om de rock- en popconcerten, maar er zijn ook dans-, cabaret-, circus- en andere voorstellingen. In 2005 besloeg het festivalterrein zo'n 3,6 km², vonden er meer dan 385 optredens plaats en waren er meer dan 150.000 toegangskaarten verkocht.

## Organisatie

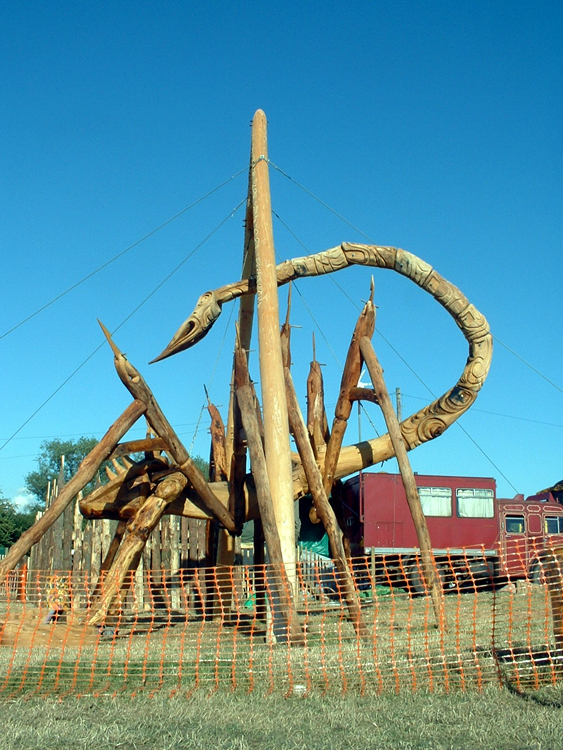
Een van de vele kunstwerken

Het Glastonbury Festival ontstond in 1970 nadat oprichter en organisator Michael Eavis een bluesfestival met onder andere Led Zeppelin bijgewoond had. Hij wilde een soortgelijk evenement organiseren en deed dit in het dorpje Pilton, nabij Glastonbury. Tegenwoordig wordt het festival nog steeds door Eavis georganiseerd. Verschillende podia worden door andere partijen, waaronder Greenpeace geregeld. Op technici en beveiligingsmedewerkers na, zijn alle medewerkers van het festival vrijwilligers. Zij worden 'betaald' door middel van een gratis toegangskaart en transport van en naar het festival. De winst die het festival maakt, wordt aan goede doelen geschonken.

## Locatie
Het festival vindt plaats bij Worthy Farm, een heuvelachtig landschap gelegen tussen de dorpjes Pilton en Pylle, negen kilometer ten oosten van Glastonbury (Somerset, Engeland). De locatie is volgens New Age-aanhangers van belang, omdat er meerdere leylijnen bij elkaar komen.

## Geschiedenis van het festival[2]

### Jaren 70
Het eerste festival in 1970 was een kleinschalig evenement met zo'n 1500 bezoekers. Het droeg de naam Pilton Festival en de toegangsprijs bedroeg £ 1. Er waren onder andere optredens van Al Stewart en Marc Bolan. Een jaar later was het festival gratis en kwamen er twaalfduizend bezoekers. David Bowie, Hawkwind, Melanie en andere artiesten traden op. Van het concert is een film, Glastonbury Fayre genaamd, uitgebracht.
Het zou enkele jaren duren voor er een nieuwe editie kwam. In 1978 werd er een minifestival gehouden nadat zo'n vijfhonderd personen ten onrechte dachten dat er een festival zou zijn. In 1979 was er weer een georganiseerd festival. Het thema was 'het jaar van het kind' en onder andere Peter Gabriel gaf een concert. Hoewel de opkomst, 12.000 bezoekers, niet tegenviel en de ticketprijs verhoogd was naar vijf pond, werd er toch verlies gedraaid. Daarom werd besloten in 1980 geen festival te houden.

### Jaren 80

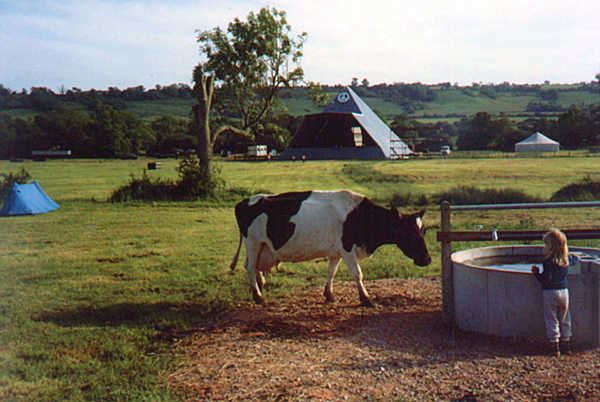
Worthy Farm, de festivallocatie, in 1983

Sinds 1981 is bedoeld het festival jaarlijks te organiseren. Wegens verschillende omstandigheden, vonden er geen festivals plaats in 1988, 1991, 1996, 2001, 2006, 2020.
In 1981 werd voor het eerst winst gemaakt en werd twintigduizend pond gedoneerd aan de Campaign for Nuclear Disarmament. De jaren erna werden de winsten gedoneerd aan verschillende organisaties die zich inzetten tegen kernwapens en voor wereldvrede. Sinds 1983 moeten festivals in Engeland een licentie krijgen van de lokale overheid. Hierdoor werden verschillende restricties, met name wat betreft bezoekersaantallen en nachtrust, opgelegd. In de jaren 80 groeide het bezoekersaantal echter toch van dertigduizend tot meer dan honderdduizend. In 1988 werd besloten geen festival te houden, om aan de logistieke problemen die ontstonden door de toegenomen bezoekersaantallen te werken.

### Jaren 90

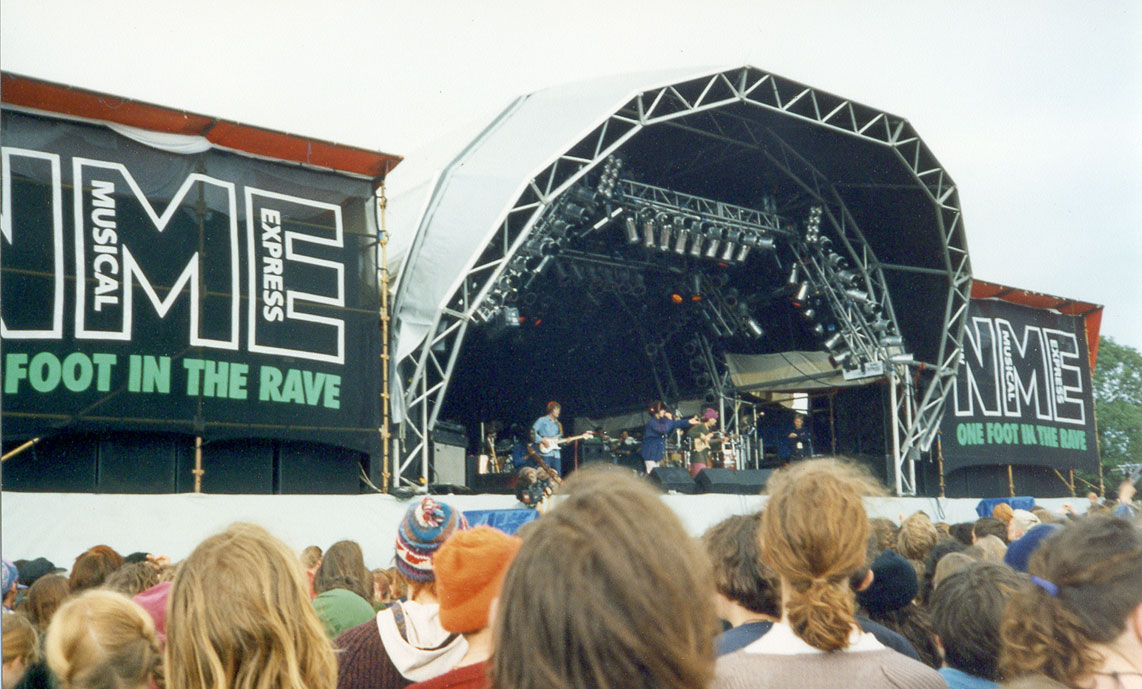
Een optreden van Jamiroquai tijdens de editie van 1993

Na het einde van de Koude Oorlog werd besloten de winsten voortaan te doneren aan verschillende goede doelen, waaronder Greenpeace, Oxfam en WaterAid. In 1990 ontstonden er rellen tussen de beveiliging en een grote groep personen die op de campingterreinen aan het plunderen waren. De organisatie besloot hierom geen festival te houden in 1991.
Vanaf 1994 werd het festival deels op televisie uitgezonden door Channel 4, en later de BBC. Het aantal podia groeide in de jaren 90 ook gestaag, zo is er vanaf 1995 een tent gewijd aan dancemuziek.
In 1996 werd het festival overgeslagen, om het landschap de kans te geven zich te herstellen van de vele bezoekers. Er werd besloten voortaan elke vijf jaar om deze reden het festival over te slaan. In 1997 en 1998 was er veel wateroverlast door de vele neerslag, waardoor veel festivalgangers eerder naar huis gingen.

### Jaren 00

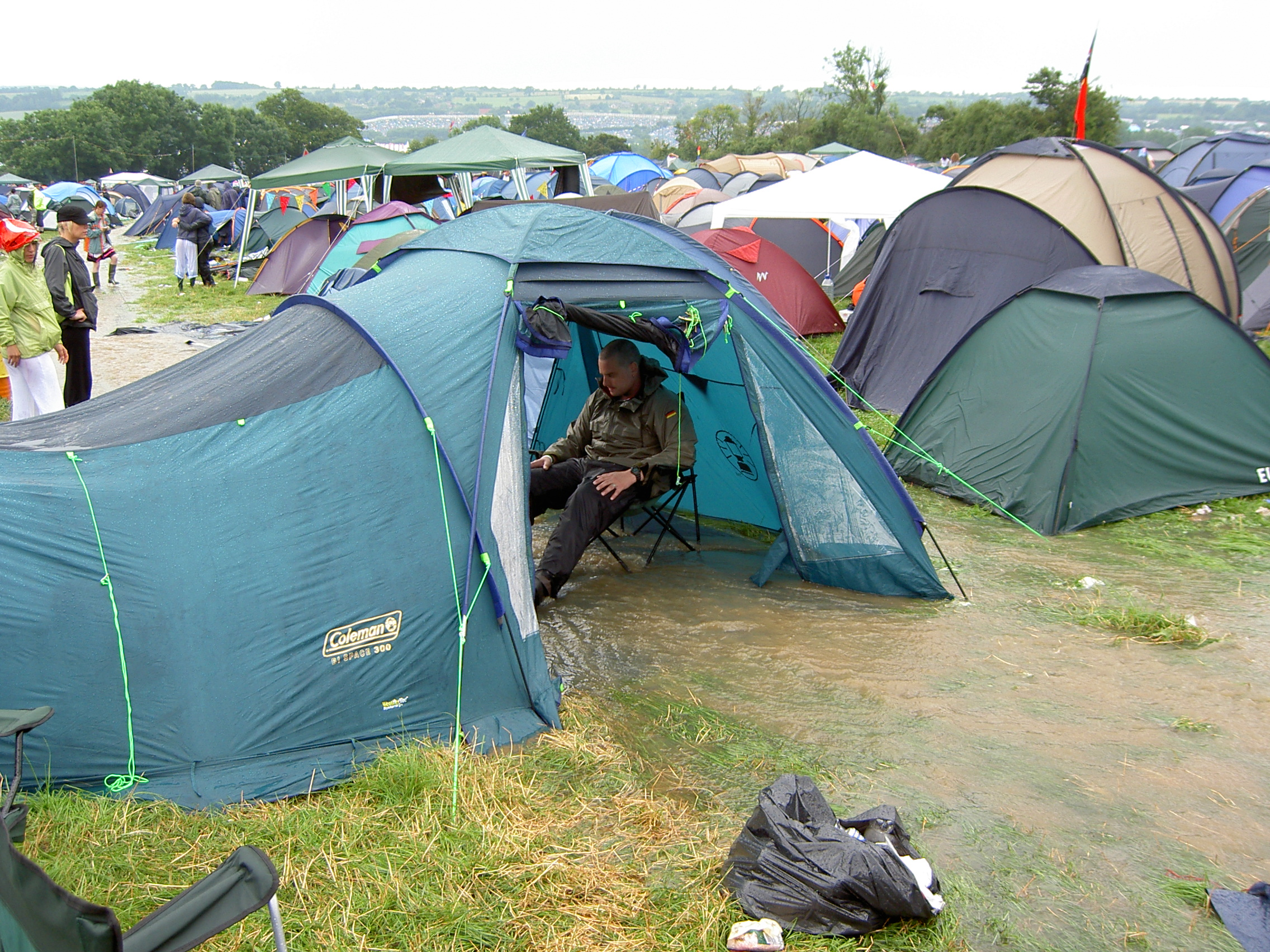
Wateroverlast in 2005

In de voorgaande jaren was het aantal gatecrashers, personen die zonder te betalen naar het festival gingen, flink gegroeid. Hoewel in 2000 'slechts' 100.000 toegangsbewijzen verkocht waren, wordt het aantal bezoekers geschat op een kwart miljoen. Vanwege de veiligheidsrisico's die dit met zich meebracht, weigerde de overheid een nieuwe vergunning af te geven voordat dit probleem opgelost werd. Mede hierdoor vond in 2001 geen festival plaats. Vanaf 2002 is de logistiek en beveiliging in handen van een extern bedrijf. Het aantal gatecrashers nam drastisch af. Hierdoor was de sfeer op het terrein een stuk relaxter en was de criminaliteit een stuk lager. De vraag naar tickets groeide hierdoor echter sterk, en vanaf 2003 was het festival steeds binnen één dag uitverkocht.
In 2005 werden alle 112.500 kaartjes binnen drie en een half uur verkocht. Dat jaar zag de sterkste wateroverlast tot dan toe voor het festival. In twee uur viel evenveel regen als wat normaal in twee maanden valt. Grote delen van het campingterrein raakten hierdoor overstroomd, sommige delen stonden meer dan een meter onder water. In 2006 was er geen festival, om het landschap rust te gunnen.
In 2007 waren er 177.500 bezoekers. De kaartjes werden in een recordtijd van 1 uur en 45 minuten verkocht. Sinds 2007 wordt op de tickets de pasfoto van de koper afgebeeld, om doorverkoop op sites als eBay tegen woekerprijzen te voorkomen. Hierdoor is het toegangsbewijs enkel geldig voor de koper. Alleen personen die zich met een geldige pasfoto registreren kunnen een kaartje kopen. De kaartverkoop in 2008 liep minder hard, de eerste dag van de verkoop werden 'slechts' 100.000 kaarten verkocht. Uiteindelijk werden de laatste 3.000 kaarten tijdens het festival nog verkocht en was ook deze editie uitverkocht.

### Jaren 10
In 2010 bestond het festival 40 jaar en waren er vele grote acts waaronder Muse en Stevie Wonder. De editie van 2010 was in 12 uren uitverkocht. Voor de editie van 2011 die werd gehouden van 22 tot 26 juni werden alle 137.000 tickets in minder dan 4 uur verkocht. Dit zelfs zonder dat de namen van de optredende artiesten bekend waren. Een ticket kostte €223. In 2012 is er geen festival gehouden, enerzijds om het terrein en organisatie enige rust te geven, anderzijds mede vanwege de te verwachten hoge kosten voor bijvoorbeeld mobiele toiletten, omdat in dezelfde periode de Olympische Zomerspelen in Groot-Brittannië werden gehouden. Tijdens de editie van 2013 was er onder andere een optreden van The Rolling Stones, de band trad er voor de eerste keer op. In 2018 werd het festival eenmalig vervangen door The Biggest Weekend, een evenement op diverse locaties in Engeland, Schotland, Wales en Noord-Ierland, om onderhoud te plegen aan het festivalterrein.

### Jaren 20
Het festival zou in 2020 worden gehouden van 24 tot 28 juni. Het werd echter afgelast vanwege de coronacrisis, zo werd bekendgemaakt op 18 maart 2020. In 2020 is het 50 jaar geleden dat het festival voor het eerst werd georganiseerd. Ook in 2021 werd het festival door de Coronapandemie afgelast. In 2022 vond het festival plaats van 26 tot 29 juni. Headliners waren Billie Eilish, Paul McCartney en Kendrick Lamar. Van 21 tot 25 juni vond het festival van 2023 plaats met als headliners op de Pyramid stage Elton John die zijn laatste concert in Groot-Brittannië speelde, Guns N' Roses en Arctic Monkeys. Nog op de affiche onder andere: Lizzo, Queens of the Stone Age,  Royal Blood, verrassingsact Churnups bleken Foo Fighters te zijn, Lana del Rey, The War on Drugs, Blondie, Lil Nas X, Wizkid, Fred Again, Hot Chip, Phoenix.

## Optredens
In onderstaande tabel staan de hoofdattracties per jaar. Het aantal optredens per festival is gegroeid van een paar in 1970 tot ruim 385 in 2005.
| Jaar | Greep uit de optredende artiesten |
| ---- | --- |
| 1970 | Marc Bolan, Ian Anderson, Al Stewart, Quintessence |
| 1971 | David Bowie, Joan Baez, Hawkwind, Traffic, Quintessence, Melanie, Fairport Convention |
| 1978 | Geen bekende artiesten traden op |
| 1979 | Peter Gabriel, Steve Hillage, Alex Harvey |
| 1981 | New Order, Hawkwind, Aswad, Taj Mahal, Gordon Giltrap |
| 1982 | Van Morrison, Jackson Browne, Roy Harper, Richie Havens |
| 1983 | Marillion, Curtis Mayfield, UB40, The Beat, King Sunny Ade |
| 1984 | Elvis Costello, The Smiths, The Waterboys, Joan Baez, Ian Dury |
| 1985 | The Boomtown Rats, Joe Cocker, Echo & the Bunnymen, The Style Council, Aswad |
| 1986 | The Cure, Level 42, Madness, The Pogues, Simply Red, The Waterboys, The Housemartins |
| 1987 | Elvis Costello, Robert Cray, Van Morrison, New Order, Michelle Shocked, Paul Brady |
| 1989 | Elvis Costello, Van Morrison, Pixies, Suzanne Vega |
| 1990 | The Cure, Happy Mondays, Sinéad O'Connor, World Party, Ladysmith Black Mambazo |
| 1992 | Lou Reed, Tom Jones, PJ Harvey, Primal Scream, The Levellers |
| 1993 | The Orb, Lenny Kravitz, The Velvet Underground, Stereo MC's |
| 1994 | Björk, Manic Street Preachers, Orbital, Van Morrison, The Lemonheads, Elvis Costello, Johnny Cash, Levellers |
| 1995 | Oasis, PJ Harvey, Pulp, The Verve, Supergrass, The Chemical Brothers, The Cure, Simple Minds, Portishead, The Offspring, Black Crowes, Soul Asylum, Stone Roses, Jamiroquai, Jeff Buckley, Dave Matthews, Everything But The Girl                                                        |
| 1997 | Radiohead, The Prodigy, Massive Attack, Sting, Ray Davies, Steve Winwood, Van Morrison, Sheryl Crow, Ocean Colour Scene, Beck, Supergrass, Levellers |
| 1998 | Blur, Robbie Williams, Tori Amos, Pulp, Bob Dylan, The Chemical Brothers, Monkey Mafia |
| 1999 | R.E.M., Manic Street Preachers, Lenny Kravitz, Fatboy Slim, Blondie, Skunk Anansie, Marianne Faithfull, Al Green, Lonnie Donegan, The Beautiful South |
| 2000 | David Bowie, Moby, Travis, The Chemical Brothers, Basement Jaxx, Counting Crows, Ocean Colour Scene, Pet Shop Boys, Burt Bacharach, Willie Nelson, Ladysmith Black Mambazo |
| 2002 | Coldplay, Faithless, Rod Stewart, Roger Waters, Air, The White Stripes, Manu Chao, Stereophonics, Isaac Hayes |
| 2003 | R.E.M., Radiohead, Moby, The Darkness, The Flaming Lips, Sugababes, Röyksopp, Interpol, Goldfrapp, The Gathering, De La Soul, Jimmy Cliff, Bill Bailey, Supergrass |
| 2004 | Paul McCartney, Oasis, Muse, James Brown, Scissor Sisters, Joss Stone, The Chemical Brothers, Franz Ferdinand, Supergrass |
| 2005 | The White Stripes, The Killers, Coldplay, Keane, New Order, Kaiser Chiefs, Garbage, Brian Wilson, Razorlight, Kasabian, Tori Amos |
| 2007 | The Who, Shirley Bassey, The Killers, Arctic Monkeys, Björk, Iggy & The Stooges, The Chemical Brothers, Arcade Fire, Kaiser Chiefs, The Kooks |
| 2008 | The Verve, Jay-Z, Neil Diamond, Kings of Leon, Amy Winehouse, Leonard Cohen, The Fratellis, Groove Armada, Massive Attack, Panic! at the Disco |
| 2009 | Bruce Springsteen & The E Street Band, The Black Eyed Peas, The Prodigy, Crosby, Stills & Nash, Franz Ferdinand, Lady Gaga, Neil Young, Status Quo, N*E*R*D, Madness |
| 2010 | Gorillaz, Muse, Stevie Wonder, Shakira, Faithless, Editors, LCD Soundsystem, Groove Armada, Snoop Dogg, MGMT, Pet Shop Boys, Orbital, The Flaming Lips, Hot Chip, Scissor Sisters |
| 2011 | U2, Coldplay, Beyoncé, Morrissey, Elbow, Pendulum, B.B. King, Paul Simon, Primal Scream, The Chemical Brothers, Queens of the Stone Age, Mumford & Sons, Radiohead, Pulp |
| 2013 | Arctic Monkeys, The Rolling Stones, Mumford & Sons, Nick Cave and the Bad Seeds, Dizzee Rascal, Primal Scream, Elvis Costello & The Imposters, Vampire Weekend, Kenny Rogers, Portishead, Smashing Pumpkins, Of Monsters and Men, Editors, Public Enemy, Jessie Ware, Nas                |
| 2014 | Arcade Fire, Metallica, Kasabian, Lily Allen, Arcadia Spectacular, The Black Keys, Blondie, Jake Bugg, Elbow, Dolly Parton, Goldfrapp, Imagine Dragons, Manic Street Preachers, Massive Attack, M.I.A., Pixies, Robert Plant, Lana Del Rey, Skrillex, Jack White                         |
| 2015 | Florence and the Machine, Kanye West, The Who, Lionel Richie, Motörhead, Pharrell Williams, Paul Weller, Deadmau5, alt-J, Paloma Faith, The Waterboys, George Ezra, Patti Smith, The Chemical Brothers, Burt Bacharach, Suede                                                            |
| 2016 | Muse, Adele, Coldplay, PJ Harvey, Beck, Tame Impala, New Order, Foals, Ellie Goulding, Madness, Skepta, Disclosure, The 1975, The Last Shadow Puppets, Earth, Wind and Fire, Jake Bugg, Years & Years, ZZ Top, LCD Soundsystem, Bastille, Wolf Alice, Damon Albarn, Cyndi Lauper         |
| 2017 | Radiohead, Foo Fighters, Ed Sheeran, Liam Gallagher, London Grammar, Biffy Clyro, Katy Perry, The xx, The National, Alt-J, Major Lazer, Royal Blood, Dizzee Rascal, George Ezra, Kaiser Chiefs, Napalm Death, Craig David, The Killers (secret show)                                     |
| 2018 | The Biggest Weekend: Manic Street Preachers, Franz Ferdinand, Thirty Seconds to Mars, Snow Patrol, Stereophonics, Ed Sheeran, Taylor Swift, George Ezra, Liam Gallagher, Noel Gallagher's High Flying Birds, UB40, Simple Minds, Underworld, Beck, James Bay, Amy Macdonald, Emeli Sandé |
| 2019 | The Killers, Stormzy, Kylie Minogue, Billie Eilish, The Cure, Janet Jackson, Lauryn Hill, Miley Cyrus, Liam Gallagher, Sheryl Crow, Mavis Staples |
| 2022 | Billie Eilish, Diana Ross, Paul McCartney, Kendrick Lamar, Noel Gallagher, Crowded House, Robert Plant en Alison Krauss, Herbie Hancock, Ziggy Marley, Sam Fender, Lorde, Elbow, Rufus Wainwright                                                                                        |
| 2023 | Elton John, Guns N' Roses, Arctic Monkeys, Lana Del Rey, Yusuf Islam/Cat Stevens, Foo Fighters, Fatboy Slim, Queens of the Stone Age, Blondie, Lizzo, Lil Nas X |
| 2024 | Coldplay, Dua Lipa, LCD Soundsystem, Michael Kiwanuka, Burna Boy, The Last Dinner Party, SZA, The National, Camila Cabello, Fontaines D.C., PJ Harvey, Keane, Avril Lavigne, Idles, Seventeen, Femi Kuti, Lankum, Arooj Aftab, Squid                                                     |
| 2025 | Olivia Rodrigo, Neil Young, The 1975, Charli XCX, Maribou State, Rod Stewart, The Prodigy, Deftones, Gracie Abrams, Noah Kahan, Busta Rhymes, John Fogerty, Doechii, Raye, Wet Leg, Lola Young, Loyle Carner, Alanis Morissette, Four Tet                                                |